# S/2006 S 3
S/2006 S 3是土星的衛星之一，由學者斯科特·谢泼德、大衛·朱維特、简·克莱纳和布莱恩·马斯登四人共同發現。他們從2006年1月至4月間進行觀測，至6月26日公佈發現。
這顆衛星直徑約為6公里，與土星平均距離為2,100多萬公里，繞土星公轉週期1142.366天，與黃道及土星赤道的軌道傾角分別為150.8°及128.8°，軌道離心率0.4710。與土衛九一樣，這顆衛星逆向公轉。
1. ↑  Discovery Circumstances from JPL
2. ↑  S.S. Sheppard (2019), Moons of Saturn, Carnegie Science, on line